# Independența (Călărași)
Independenţa è un comune della Romania di 3 552 abitanti, ubicato del distretto di Călărași, nella regione storica della Muntenia.
Il comune è formato dall'unione di 3 villaggi: Independența, Potcoava, Vișinii.